# Pentaerythrittrinitrat
 Pentaerythrittrinitrat (Petrin) ist ein wenig bekannter und dennoch leistungsstarker Sprengstoff mit einer Detonationsgeschwindigkeit von bis zu 8450 m·s−1.
Wie auch das gebräuchlichere, als Nitropenta bekannte Pentaerythrittetranitrat, hat auch das Trinitrat eine stark gefäßerweiternde Wirkung.

## Herstellung und Zusammensetzung
Bei Pentaerythrittrinitrat handelt es sich um ein Nitrat (ein Ester der Salpetersäure) des Pentaerythrits. Es fällt sowohl als Nebenprodukt bei der klassischen Veresterung von Pentaerythrit mit Salpetersäure an oder wird durch Nitrierung von Pentaerythrit mit einer Mischsäure gewonnen. Dort entsteht wiederum ein kleiner Teil des Tetranitrates.

## Eigenschaften
Die Detonationsgeschwindigkeit beträgt bei einer Maximaldichte von 1,54 g/cm³ bis zu 8450 m·s−1. Außerdem hat Pentaerythrittrinitrat eine Molare Masse von 271,14 g/mol und eine Sauerstoffbilanz von −26,6 %.
Der größte Nachteil ist die geringere Lagerzeit von 5 bis 10 Jahren im Vergleich zum Nitropenta.

## Rechtslage
Umgang, Verkehr, Beförderung und Einfuhr von Petrin unterliegen dem Sprengstoffgesetz.